# Maximiliano Robles
Maximiliano Robles Maduro (Santa Marta, 1948-Santa Marta, 1 de septiembre de 2020) fue un futbolista colombiano que jugó en la posición de portero.

## Biografía
Robles nació en el barrio San Martín de Santa Marta, en el seno de una familia de pescadores. Empezó a jugar fútbol en su niñez en las playas del Caribe, donde fue descubierto e incorporado en la selección infantil del departamento del Magdalena. Desarrolló su carrera como profesional entre las décadas de 1960 y 1980 jugando nueve años para el club Unión Magdalena, un año para el Atlético Bucaramanga y una temporada para el Deportes Tolima. Destacó por su corpulencia y fuerza, por lo que era apodado «el asesino del área».

### Fallecimiento
Falleció en Santa Marta el 1 de septiembre de 2020 a los setenta y dos años a causa de un infarto y parada cardiorespiratoria.